# ردپاها (فیلم)
ردپاها (به انگلیسی: Tracks) فیلمی استرالیایی در ژانر درام به کارگردانی جان کوران و با نقش آفرینی میا واشیکوفسکا است که بر اساس داستانی واقعی ساخته شده‌است. واشیکوفسکا در این فیلم نقش رابین دیویدسن سیاح را بازی می‌کند که در سال ۱۹۷۷ عازم سفر به صحرای استرالیا می‌شود و همراه با سگ و چهار شترش ۲۷۰۰ کیلومتر راه را در بیابان‌های استرالیا می پیماید تا از مبدأ آلیس اسپرینگز به آن سوی صحرا و اقیانوس هند برسد. این فیلم به زبان فارسی نیز دوبله شده‌است.

## داستان
این فیلم ماجرایی الهام بخش و خارق العاده از سفر باورنکردنی یک زن را به تصویر می کشد که وحشی ترین، خطرناک‌ترین و نفسگیرترین شرایطی که ممکن است روی کره زمین برای کسی رخ دهد، در سفر باورنکردنی او برایش رخ می‌دهد و او را تا مرزهای احساسی و جسمانی پیش می برد.ریک اسمولان، عکاس نشنال جئوگرافیک نیز با عکس‌هایش سفر او را مستند می‌سازد.

## بازیگران
- میا واشیکوفسکا در نقش رابین دیویدسن
- آدام درایور در نقش ریک اسمولان

## تولید
در اوایل دهه هشتاد و دهه نود، ۵ بار تلاش شد تا کتاب سفر رابین دیویدسون به تصویر کشیده شود و در سال ۱۹۹۳ گفته شد که قرار است جولیا رابرتز نقش اول این فیلم اقتباسی را بازی کند، ولی پروژه آن از هم پاشید. در ماه مه سال ۲۰۱۲ گزارش شد که قرار است میا واشیکوفسکا نقش رابین دیویدسون را در فیلمی به کارگردانی جان کوران بازی کند و در ماه آگوست، آدام درایور به عنوان بازیگر نقش ریک اسمولان انتخاب شد.

## جوایز و افتخارات
فیلم مسیرها در سال ۲۰۱۳ در بخش رقابت اصلی هفتادمین جشنواره بین‌المللی فیلم ونیز نمایش داده شد و همچنین در اکتبر ۲۰۱۳ در جشنواره فیلم آدلاید در استرالیا اکران شد.